# Astoria (rzeka)
Astoria – rzeka w parku narodowym Jasper National Park w kanadyjskiej prowincji Alberta. Dopływ rzeki Athabasca.